# Yvan Landry
Pour les articles homonymes, voir Landry.
Yvan Landry (né le 19 avril 1931 à Montréal) est un pianiste et vibraphoniste, compositeur, arrangeur et chef d'orchestre québécois. Il est décédé le 21 avril 2024, à Longueuil.

## Biographie
Il a œuvré pendant nombreuses années dans le domaine du jazz. Il a formé, dans les années 50, le trio Les Trois Clefs avec Fernand et Paul Blouin, groupe qui a tenu la tête d'affiche dans les plus réputés cabarets de Montréal, dont le Beaver Club. Il a été un des premiers canadiens à utiliser le vibraphone lors de ses spectacles, ce qui lui a ouvert les portes dans de nombreux établissements.
Plus tard, le Yvan Landry Jazz Quartet (aussi connu sous le nom de Yvan Landry and his trio) représenta le Canada lors du prestigieux Festival de Jazz de Montreux, en 1971.
Il a également enregistré deux disques, Jazz en Liberté et Café au Lait, ce dernier étant composé de ses œuvres. Il a travaillé, au cours de sa carrière, avec de nombreux artistes tels que Oscar Peterson, Claude Léveillée, Ginette Reno, Jean-Pierre Ferland, Michel Louvain.
Il a composé de nombreuses pièces musicales pour des films de l'Office National du Film du Canada (ONF,) ainsi que pour des émissions de télévision telles que Le Jour du Seigneur, présentée à la télévision de Radio-Canada.